# Spermatobracon triangulornatus
Spermatobracon triangulornatus är en stekelart som beskrevs av Van Achterberg och Ng 2009. Spermatobracon triangulornatus ingår i släktet Spermatobracon och familjen bracksteklar. Inga underarter finns listade i Catalogue of Life.